# Mucocyte

Schéma du derme oral d'un polype.

Une mucocyte est chez les coraux une cellule créant du mucus qui se positionnera entre l'ectoderme oral et l'environnement extérieur, à savoir l'eau salée.